# Apamea sodalis
Apamea sodalis är en fjärilsart som beskrevs av Butler 1878. Apamea sodalis ingår i släktet Apamea och familjen nattflyn. Inga underarter finns listade i Catalogue of Life.